# Kazimierz Sakowicz
Kazimierz Sakowicz (* 1894; † 15. Juli 1944 in Panėriai) war ein polnischer Journalist, der Zeuge der Erschießungen litauischer Juden durch deutsche Einsatzgruppen und litauische Helfer an der Massenhinrichtungsstätte Paneriai wurde und seine Beobachtungen in Form von tagebuchartigen Notizen festhielt.
Sakowicz arbeitete als Journalist einer polnischsprachigen Wochenzeitung in Wilna und gehörte während der deutschen Besetzung der Polnischen Heimatarmee an. Im Juli 1944 wurde er von unbekannten Litauern erschossen. Die genauen Umstände seines Todes sind nicht bekannt.
Seine Aufzeichnungen erstrecken sich über den Zeitraum vom 11. Juli 1941 bis zum 6. November 1943. Sakowicz schildert in ihnen – anfangs distanziert, später sichtlich erschüttert – detailliert die Massaker an der Mordstätte, an der zwischen 1941 und 1944 Zehntausende Juden umgebracht wurden. Aus seinem Augenzeugenbericht geht hervor, wie öffentlich das Morden durch Deutsche und Litauer vonstattenging.
Aus Angst vor Entdeckung vergrub Sakowicz die Notizen. Nach ihrer Wiederauffindung lagerten sie bis 1998 im Litauischen Zentralarchiv. 1999 wurden sie schließlich in Polen und 2003 in Deutschland veröffentlicht. Eine Veröffentlichung in litauischer Sprache steht bisher noch aus.